# UKM-2000
UKM-2000 (від пол. Uniwersalny Karabin Maszynowy; укр. «Кулемет універсальний») — польський єдиний кулемет під набій 7,62×51 мм НАТО. Виробляється на Тарнувському механічному заводі.

## Історія розробки
Виробництво кулемету ПК було освоєно у Польщі на заводі імені Іполита Цегельського в Познані з грудня 1968 року, у 1969 році розпочався випуск станкових ПКС, з 1974 року – ПКМ, з 1975 року – ПКМС.
Після розпаду Радянського Союзу та Варшавського договору, Польща вирішила прийняти стандарти НАТО, включно з боєприпасами. У 1993—94 роках Технічним інститутом озброєнь польської армії (WITU) було здійснено модернізацію польських кулеметів ПКМ під безфланцеві боєприпаси 7,62×51 мм НАТО.
Принцип дії залишився незмінним, зміни торкнулися ствола, газової системи, екстрактора патронів та стрічки. Хоча новий кулемет ПКМ-НАТО використовував стандартні боєприпаси НАТО, він використовував модифікований на основі оригінального ременя ПК/СГ-43 Тому були проведені подальші конструкторські роботи для створення зброї сумісної з роз'ємними стрічками стандарту M13 НАТО, і близько 2000 року з’явився UKM-2000.
Випробовування нової конструкції завершилися у 2004 році.
Перші 20 кулеметів у версії UKM-2000С надійшли в Польську армію у 2005 році. Вони призначалися для башт БТР Rosomak. З 2007 року на озброєння армії також надходить ручний кулемет UKM-2000P.
У 2012 році Інститут Техніки озброєння факультету Мехатроніки та Авіації Військової Технологічної Академії Ярослава Домбровського спільно з Тарнувським механічним заводом завершили проєкт модернізації кулемета до версії UKM-2013.

## Модифікації та варіанти
- UKM-2000P — стандартна піхотна версія, приклад фіксований, на деяких версіях присутня універсальна планка MIL-STD-1913.
- UKM-2000D — повітряно-десантний варіант кулемета з прикладом, що складається вбік.
- UKM-2000Z — кулемет з телескопічним прикладом та полімерною пістолетною руків'ям, на озброєння прийнятий не був.
- UKM-2000C(L) — коаксіальна версія кулемета для встановленої на броньовану техніку з електричним дистанційним спуском, без прикладу, довшим і важчим дулом, газовим регулятором.
- UKM-2013P — модернізація кулемета UKM-2000P, представлена у 2012 році. Кулемет має телескопічний приклад зі щокою, покращену ергономіку та функціональність, планку Пікатінні вбудовану в кришку ствольної коробки, цівку з трьома планками Пікатінні інтегровану з газовою трубкою та модифікованою сошкою, нову рукоятку, нове руків’я зведення, новий перемикач режимів вогню, нове дуло довжиною 440 мм. Також був розроблений новий тканевий мішок під набої, замість металевого.
- UKM-2013C(L) —  коаксіальна версія кулемета представлена у 2012 році. Індекс (L) говорить про подавання кулеметної стрічки зліва направо[1][6].
- UKM-2000M — модернізований варіант, розроблений та надійшов на військові випробування на початку 2014 року

## Оператори
- Нігерія: закуплена партія UKM-2000P[7]
- Польща: близько 1200 одиниць використовуються польськими сухопутними військами та військовою жандармерією. Близько 2500 замовлено додатково (версія UKM-2000M)[8].
- Україна: невідома кількість UKM-2000P (отримані в рамках допомоги для відбиття російської агресії)[9]. UKM-2000C (другорядне озброєння БТР Rosomak).